# Pardoglossum cheirifolium
Pardoglossum cheirifolium là loài thực vật có hoa trong họ Mồ hôi. Loài này được (L.) Barbier & Mathez mô tả khoa học đầu tiên năm 1973.